# 中印边界问题联合工作小组
中印边界问题联合工作小组是中印边境战争后印度和中国就解決中印边界问题成立的第一个官方双边溝通机制，旨在維護中印邊界的安全并寻求中印边界问题解决方案。中印边界问题联合工作小组的會談由印度外交部长副部长和中国外交部副部长負責牽頭。1988年12月23日，兩國在北京宣布將成立中印边界问题联合工作小组。1989年至2005年间，中印边界问题联合工作小组共舉行15次會談。第15次会议于2005年3月30日至31日期間举行。
虽然中印边界问题联合工作小组未能解决中印边界问题，但仍有一定成果，例如兩國同意設立軍事熱線；兩國邊防人員舉行定期會晤；兩國同意避免兩國軍隊近距離接觸。